# Daan Kagchelland
Daniël Marinus Johannes „Daan“ Kagchelland (* 25. März 1914 in Rotterdam; † 24. Dezember 1998 in Den Haag) war ein niederländischer Segler. Er ist der bisher letzte Segler, der für die Niederlande in einem Boot bei Olympischen Spielen eine Goldmedaille errang.
Daan Kagchelland, der als 14-Jähriger mit dem Segeln begonnen hatte, nahm in der Klasse „O-Jolle“ an den olympischen Segelwettbewerben der Spiele 1936 vor Kiel teil. Die Olympiajolle, kurz O-Jolle, wurde als Einmann-Regattaboot speziell für diese Spiele konstruiert. Weil die Bootsklasse neu war, gingen dem Olympiastart eine ganze Reihe von Qualifikationsrennen in den Niederlanden voraus, und Ricus van de Stadt reiste als Reservemann nach Berlin mit. Kagchellands Boot in Kiel, das wie alle vom Organisationskomitee gestellt worden war, trug den Namen Nürnberg. Die Segelwettbewerbe litten unter stürmischem Wetter, bei der ersten Regatta der O-Jolle herrschten Windstärken von 7 bis 8, was sich für den 75 Kilogramm schweren Kagchelland als Vorteil erwies.
Nach dem Gewinn der Goldmedaille wurde Kagchelland, ein gelernter Maschinenbauingenieur, gemeinsam mit der dreifachen Schwimm-Olympiasiegerin Hendrika Mastenbroek begeistert in Rotterdam empfangen.